# António Rodrigues Cardoso
António Rodrigues Cardoso foi um militar e político português.

## Biografia
Tenente do Exército.
Foi o último Administrador do Concelho de Cascais desde 1929 até à extinção deste cargo a 31 de Dezembro de 1937, tendo acumulado funções como Presidente da Comissão Administrativa Municipal da Câmara Municipal de Cascais de 28 de Julho a 7 de Setembro de 1930 e de 2 de Dezembro de 1930 a 30 de Dezembro de 1937. Durante esse período foi, também, Presidente da Comissão de Iniciativa e Turismo de Cascais (CITC) de 16 de Dezembro de 1929 a 1 de Março de 1930. As questões de urbanidade da vila, com vista ao incremento do turismo, serão abordadas e a sua superação ficaria, em parte, a dever-se à liderança do Tenente António Rodrigues Cardoso, na Comissão Administrativa do Concelho de Cascais. A estabilidade política derivada da sua gestão permitiu o termo de obras por si iniciadas, e o facto de ter sido Vogal da CITC de 29 de Novembro de 1929 a 9 de Outubro de 1931 sensibilizá-lo-ia quanto às necessidades e benesses inerentes ao sector. A parceria Capitão Manuel José de Ávila Madruga-Tenente António Rodrigues Cardoso/Capitão José Roberto Raposo Pessoa foi feita no apoio entre entidades públicas na melhoria das condições de acolhimento às populações flutuantes e de assistência às nativas do eixo.
Foi durante o seu segundo mandato que, em Sessão de 20 de Abril de 1934, a Comissão Administrativa da Câmara Municipal de Cascais, por si presidida, aprovou a "Constituição Heráldica das Armas" do Concelho, que se definiu na Portaria N.° 7839, de 15 de Junho de 1934.
Em Dezembro de 1937, reunir-se-iam os elementos administrativos de Cascais, conforme ditava o Artigo 67.º do Código Administrativo de 1895, em vigor com normas estatuídas no Código Administrativo de 1878, para preparar eleições municipais. Dias depois, o Tenente Cardoso apresentaria a demissão, ao que os munícipes reagiriam, na noite de Domingo, dia 12, com uma manifestação em defesa da sua obra, rogando ao Presidente da República António Óscar Fragoso Carmona que intercedesse junto do Ministro do Interior Mário Pais de Sousa para recusar a saída. O Tenente exercia funções na gestão concelhia desde 1928, "constituindo um «récord» digno da maior admiração", mas definia como irrevogável a sua postura.